# 荷莉·威路比
荷莉·威路比（英語：Holly Willoughby，1981年2月10日—），英国电视节目主持人、模特儿、作家。她现在是独立电视网電視節目《This Morning》和《花樣冰舞》的主持人。